# Pallamano Trieste 1987-1988
Questa pagina raccoglie i dati riguardanti la Pallamano Trieste nelle competizioni ufficiali della stagione 1987-1988.

## Rosa
| N  | Naz                   | Ruolo    | Giocatore         |
| -- | --------------------- | -------- | ----------------- |
| 1  | Italia (bandiera)     | Portiere | Leghissa          |
| 16 | Italia (bandiera)     | Portiere | Legovini          |
| 3  | Italia (bandiera)     | Terzino  | Piero Sivini      |
| 4  | Italia (bandiera)     | Pivot    | Giorgio Oveglia   |
| 5  | Italia (bandiera)     | Terzino  | Pischianz Roberto |
| 6  | Italia (bandiera)     | Terzino  | Maestrutti        |
| 8  | Italia (bandiera)     | Pivot    | Claudio Schina    |
| 9  | Italia (bandiera)     | Terzino  | Valli             |
| 10 | Italia (bandiera)     | Ala      | Kavrecic          |
| 11 | Italia (bandiera)     | Ala      | Luca Sivini       |
| 13 | Italia (bandiera)     | Terzino  | Bonazzi           |
| 14 | Italia (bandiera)     | Ala      | Marco Bozzola     |
| 15 | Jugoslavia (bandiera) | Terzino  | Cismic            |
|    | Jugoslavia (bandiera) | Terzino  | Poklar            |

## Classifica
|  | Pos. | Squadra          | Pt | G  | V  | N | S  | GF  | GS  | D    | Note                                           |
|  | ---- | ---------------- | -- | -- | -- | - | -- | --- | --- | ---- | ---------------------------------------------- |
|  | 1.   | Brixen           | 40 | 22 | 20 | 0 | 2  | 498 | 346 | +152 | Qualificato alla Coppa delle Coppe 1988-89     |
|  | 2.   | Ortigia          | 38 | 22 | 18 | 2 | 2  | 515 | 428 | +87  | Qualificato alla Coppa dei Campioni 1988-89    |
|  | 3.   | Gaeta            | 34 | 22 | 16 | 2 | 4  | 524 | 459 | +65  | Qualificato alla IHF Cup 1988-89               |
|  | 4.   | Trieste          | 32 | 22 | 15 | 2 | 5  | 495 | 420 | +75  |                                                |
|  | 5.   | Imola            | 21 | 22 | 8  | 5 | 9  | 489 | 468 | +21  |                                                |
|  | 6.   | Rovereto         | 18 | 22 | 8  | 2 | 12 | 419 | 432 | -13  |                                                |
|  | 7.   | Bozen            | 17 | 22 | 7  | 3 | 12 | 436 | 458 | -22  |                                                |
|  | 8.   | Pallamano Rimini | 17 | 22 | 7  | 3 | 12 | 459 | 491 | -32  |                                                |
|  | 9.   | Rubiera          | 16 | 22 | 6  | 4 | 12 | 443 | 444 | -1   |                                                |
|  | 10.  | Bologna 1969     | 12 | 22 | 4  | 4 | 14 | 464 | 522 | -58  | Retrocesso in Serie A2 1988-1989               |
|  | 11.  | Conversano       | 10 | 22 | 4  | 2 | 16 | 451 | 571 | -120 | Retrocesso in Serie A2 1988-89                 |
|  | 12.  | Scafati          | 4  | 22 | 4  | 1 | 17 | 426 | 580 | -154 | Retrocesso in Serie A2 1988-89 - 5 pt. di pen. |